# Insula Spitsbergen
Insula Spitzbergen (în norvegiană Spitsbergen) este o insulă ce aparține de teritoriul Svalbard, Norvegia, din Oceanul Arctic. Insula are o suprafață de 39.044 km², fiind insula principală din arhipelagul Svalbard. Relieful insulei este muntos, punctul cel mai înalt „Newtontoppen” având altitudinea de 1717 m deasupra n.m.
Insula are o populație de 2.642 locuitori (2012).

## Așezări
- Barentsburg
- Longyearbyen
- Ny-Ålesund
- Ny-London (părăsit)
- Pyramiden (din 1998 părăsit)
- Smeerenburg (pe insula Amsterdam, din 1660 părăsit)
- Svea